# 39420 Elizabethgaskell
39420 Elizabethgaskell è un asteroide della fascia principale. È stato scoperto il 29 settembre 1973 dall'astronomo americano Tom Gehrels dell'Osservatorio di Monte Palomar (USA) e dagli astronomi olandesi Ingrid van Houten-Groeneveld e Cornelis Johannes van Houten , dell'Osservatorio di Leiden (Paesi Bassi). del "Second Trojan Survey " ( inglese Second Trojan Survey ). Presenta un'orbita caratterizzata da un semiasse maggiore pari a 1,9609290 UA e da un'eccentricità di 0,0793954, inclinata di 21,52208° rispetto all'eclittica.